# Alessandra Sublet
Alessandra Sublet (Lione, 5 ottobre 1976) è una conduttrice televisiva e conduttrice radiofonica francese.
Ha presentato il programma quotidiano C à vous sul canale France 5 da settembre 2009 a giugno 2013. In seguito ha condotto Un soir à la Tour Eiffel, trasmesso da ottobre 2014 a giugno 2015 sul canale France 2. Nel 2015 è entrata a far parte del Gruppo TF1 dove ha presentato C'est Canteloup da settembre 2018 a maggio 2022. Da gennaio 2021 a maggio 2022 ha ospitato  il Gran Concours des animators . È stata anche giurata per lo spettacolo Mask Singer presentato da Camille Combal.
Alla radio, ha lavorato in particolare su Europe 1 dal 2014 al 2017.

## Biografia
Alessandra Sublet è nata a Lione, figlia di Joël Sublet, ex calciatore dell'Olympique Lyonnais negli anni '70, e cresciuta a  Feyzin.  È la cugina del calciatore Willy Sagnol. Da bambina, ha preparato un corso di studi sportivi in danza classica presso la scuola Alain Astié di Lione e ha tentato di unirsi all'Opéra de Paris ma è stata respinta a causa della sua altezza (1,60 m).. Dopo aver conseguito il diploma di maturità scientifica, ha studiato comunicazione e audiovisivo presso l'ISCPA di Lione. Ha abbandonato dopo due mesi ed è partita per il Sudafrica 
con il Club Med dove è stata istruttrice di vela.

## Carriera televisiva
Alessandra Sublet ha iniziato la carriera televisiva nel 2003, lavorando per un anno per Match TV come editorialista di J'y étais e per TF1 come editorialista del programma Combien ça coûte?. È stata anche editorialista per La Matinale su Canal+ dal 2004 al 2006. Da settembre 2007 a giugno 2008 è stata co-conduttrice di Le Grand Morning su RTL2.
È entrata a far parte del canale M6 nel 2006.  A settembre, ha sostituito Virginie Efira per ospitare il programma Classé Confidentiel. Nel novembre 2006, 2007 e 2008, ha ospitato le prime tre stagioni de La France, nel dicembre 2006 la seconda stagione di L'amour est dans le pré (versione francese di Farmer Wants a Wife), in sostituzione di Véronique Mounier mentre era incinta.  Nel 2007 ha ospitato Nouvelle Star, ça continue, seguito del programma Nouvelle Star di M6 in onda nella seconda parte della serata su W9, altro canale dello stesso gruppo. Nell'agosto 2008, ha partecipato a una pubblicità per il profumo Magnifique, una nuova fragranza di Lancôme, trasmessa in diretta su M6 dal Musée Rodin.

## Programmi televisivi
M6
- Classé Confidentiel (2006–07)
- Incroyable Talent (2006–08)
- L'amour est dans le pré (2007–09)

W9
- Nouvelle Star, ça continue... (2007)

France 5
- C à vous (2009–13)
- Fais-moi une place (2013–14)

France 2
- Les Grandes Voix du Sidaction (2011)
- Victoires de la Musique (2012)
- Hier Encore (2012–13)
- Les Inconnus: c'est leur destin (2013)
- Tenue de soirée exigée (2014)
- Un soir à la Tour Eiffel (2014–15)

TF1
- Bercy fête ses 30 ans (2015)
- La Grande Histoire de la télévision - 40 ans de l'INA (2016)
- Action ou vérité (2016)
- UEFA Euro 2016: le grand show d'ouverture (2016)

## Programmi radiofonici
- Le Grand Morning (2007–08) su RTL2
- Je hais les dimanches (2010–11) su France Inter
- Petit dimanche entre amis (2014–15) su Europe 1
- La Cour des grands (2016) su Europe 1